# جولیا کارلرنس
جولیا کارلرنس (انگلیسی: Julia Karlernäs؛ زادهٔ ۶ اکتبر ۱۹۹۳) بازیکن فوتبال اهل سوئد است.
وی همچنین در تیم ملی فوتبال زنان سوئد بازی کرده‌است.